# Craterophorus parenti
Craterophorus parenti är en tvåvingeart som beskrevs av Grichanov 1998. Craterophorus parenti ingår i släktet Craterophorus och familjen styltflugor.
Artens utbredningsområde är Madagaskar. Inga underarter finns listade i Catalogue of Life.